# Ahmed Shamiya
Ahmed Shamiya es un luchador canadiense de lucha libre. Ganó una medalla de plata en el Campeonato Panamericano en 2015.